# Australian Museum
L’Australian Museum de Sydney, le plus ancien musée d’Australie, est centré sur l’histoire naturelle et l’anthropologie. Fondé en 1827, il possède principalement des collections zoologiques (vertébrés et invertébrés), de minéralogie, de paléontologie et d’anthropologie.

## Historique
C’est le troisième comte de Bathurst, Henri Bathurst (1762-1834), secrétaire d’État aux colonies, qui, le 30 mars 1827, écrit au gouverneur de la Nouvelle-Galles du Sud pour lui demander de fonder un muséum ouvert au public. Il lui alloue la somme de 200 livres par an.
Un projet de muséum avait déjà été formé en 1821 pour la Philosophical Society of Australasia (en) et des spécimens avaient été rassemblés à cette intention. Mais la société disparaît dès l’année suivante.
En 1826, l’entomologiste, membre de la Société linnéenne de Londres, Alexander Macleay (1767-1848), commence à œuvrer pour l’ouverture d’un muséum, qui a lieu en 1827.
Celui-ci est probablement d’abord installé dans une pièce des bureaux du secrétaire colonial puis dans différents lieux à Sydney. D'abord nommé « Colonial Museum » ou « Sydney Museum », il ne prend son nom actuel qu'en juin 1836 et ne s'installe à son emplacement actuel qu'en 1849. L'immeuble ouvre ses portes au public en mai 1857.
Le premier responsable de cette nouvelle institution est le charpentier William Holmes, embauché comme zoologiste le 16 juin 1829. Mais il se tue accidentellement d’une décharge de son fusil alors qu’il récoltait des oiseaux en août 1831.
A. Macleay dirige le muséum de 1836 à 1848, son fils William John Macleay (1820-1891) lui succède et occupe cette fonction de 1849 à 1853. L’organisation du muséum évolue avec la nomination d’un conseil de 24 membres. W.J. Macleay en prend alors la direction.
Le premier secrétaire et conservateur est le naturaliste George Bennett (1804-1893) qui est en fonction de 1835 à 1841. Le révérend William Branwhite Clarke (1798-1878) lui succède avant d’être remplacé en 1843 par William Sheridan Wall (1814-1876).
Les collections et la notoriété de l’institution augmentent grâce aux travaux de son conservateur Gerard Krefft (1830-1881). Dans les années 1880, sous la direction de Edward Pierson Ramsay (1842-1916) le nombre de scientifiques employés passe à huit. De nombreux catalogues décrivant les collections étaient déjà parus, Ramsay dote alors l’institution d’une publication périodique Records of the Australian Museum qui continue de paraître jusqu’à aujourd’hui.
Le seul changement apporté à la disposition des collections est l’apparition des dioramas dans les années 1920 et 1930. Le muséum est alors dirigé par Robert Etheridge (1847-1920). Les choses changent dans les années 1960 sous l’impulsion de John William Evans (1906-1990), qui met en route de nombreux travaux de restauration et l’augmentation de son personnel, en particulier dans le domaine de la pédagogie.
Sous la direction de Frank Hamilton Talbot (1930-), qui dirige l’institution de 1966 à 1976, un département consacré aux études environnementales est créé, ainsi qu’une société des amis du muséum. Des Griffin dirige le muséum de 1976 à 1998 et apporte de nombreuses améliorations : agrandissement des bâtiments, expositions temporaires, nouveaux centres de recherches, etc.

## Les collections

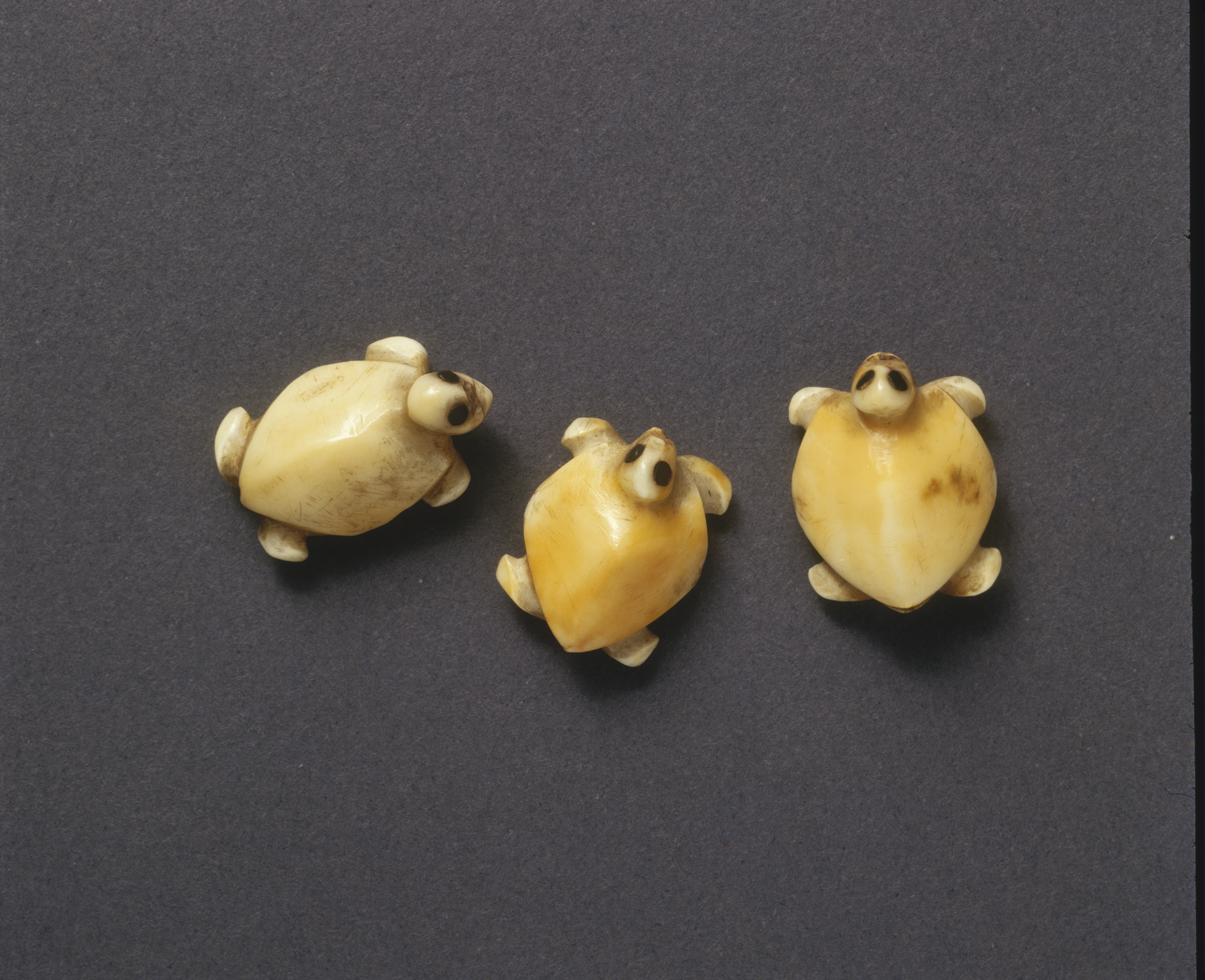
Trois tortues en ivoire, probablement collectées par James Cook à Hawaii en 1778.

Voici la liste de quelques donateurs des collections conservées à l'Australian Museum :
ColéoptèresSir William John Macleay (1820-1891) ; George Masters (1837-1912) ; Henry Rose Carter (1852-1925) ; Eustace William Ferguson (1884-1927) ; Robert Lethbridge King (1823-1897) ; Arthur Mills Lea (1868-1832) ; Arthur Sidney Olliff (1865-1895) ; Thomas Gibson Sloane (1858-1932) ; William Joseph Rainbow (1856-1919).
LépidoptèresGustavus Athol Waterhouse (1877-1950) ; Oswald Bertram Lower (1863-1925) ; Sir William John Macleay (1820-1891) ; Arthur Sidney Olliff (1865-1895).
DiptèresCharles Paul Alexander (1889-1981) ; Mario Bezzi (1868-1927) ; Eustace William Ferguson (1884-1927) ; George Hudleston Hurlstone Hardy (1882-1966) ; John Russell Malloch (1875-1963) ; Anthony Musgrave (1895-1959) ; Frank Henry Taylor (1886-1945) ; André Léon Tonnoir (1885-1940) ; William Joseph Rainbow (1856-1919).
HyménoptèresTheodore Dru Alison Cockerell (1866-1948) ; Rowland Edwards Turner (1863-1945).
OrthoptèresBror Yngve Sjöstedt (1866-1948) ; Norman Barnett Tindale (1900-1993) ; William Joseph Rainbow (1856-1919).
HémiptèresFrederick A. Askew Skuse (1864-1896) ; William Delbert Funkhouser (1881-1948) ; Anthony Musgrave (1895-1959).
DiversBert Bertram (1895-1928) ; Charles Gibbons (1841-1927).